# BackBox
BackBox è una distribuzione GNU/Linux derivata da Ubuntu, progettata per eseguire penetration test e vulnerability assessment and mitigation fornisce un insieme di strumenti che facilitano l'analisi di reti e sistemi informatici. Essa integra in un ambiente desktop completo tutti gli strumenti necessari ad un ethical hacker per eseguire vari test di sicurezza.

## Contenuto
L'obiettivo principale è quello di offrire un sistema alternativo, estremamente flessibile e performante, con un desktop manager completo ma minimale.
BackBox Linux usa XFCE come ambiente desktop predefinito. Al suo interno sono installati una ricca selezione di tools, indispensabili per l'analisi dei sistemi, di applicazioni, di reti e per attività legate alla computer forensics (Informatica forense).
Lo sviluppo e l'integrazione dei vari programmi all'interno della distribuzione segue i criteri della Debian Free Software Guide Lines.

## Storia
Il progetto BackBox Linux nasce nel sud d'Italia nel 2010. La distribuzione parte con l'iniziativa di Raffaele Forte per poi essere diventato una comunità in pochi mesi.
Attualmente il progetto viene portato avanti con il supporto della comunità internazionale del software libero.

## Versioni
| Data rilascio     | Versione            |
| ----------------- | ------------------- |
| 9 settembre 2010  | BackBox Linux RC    |
| 3 settembre 2011  | BackBox Linux 2     |
| 2 gennaio 2012    | BackBox Linux 2.01  |
| 24 aprile 2012    | BackBox Linux 2.05  |
| 24 ottobre 2012   | BackBox Linux 3.0   |
| 23 gennaio 2013   | BackBox Linux 3.01  |
| 23 maggio 2013    | BackBox Linux 3.05  |
| 20 settembre 2013 | BackBox Linux 3.09  |
| 16 gennaio 2014   | BackBox Linux 3.13  |
| 11 ottobre 2014   | BackBox Linux 4.0   |
| 29 gennaio 2015   | BackBox Linux 4.1   |
| 27 aprile 2015    | BackBox Linux 4.2   |
| 20 luglio 2015    | BackBox Linux 4.3   |
| 12 ottobre 2015   | BackBox Linux 4.4   |
| 27 gennaio 2016   | BackBox Linux 4.5   |
| 8 marzo 2016      | BackBox Linux 4.5.1 |
| 26 maggio 2016    | BackBox Linux 4.6   |
| 8 dicembre 2016   | BackBox Linux 4.7   |
| 21 luglio 2017    | BackBox Linux 5     |
| 9 marzo 2018      | BackBox Linux 5.1   |
| 9 agosto 2018     | BackBox Linux 5.2   |
| 18 febbraio 2019  | BackBox Linux 5.3   |
| 11 giugno 2019    | BackBox Linux 6     |
| 15 maggio 2020    | BackBox Linux 7     |
| 15 novembre 2022  | BackBox Linux 8     |
| 9 novembre 2023   | BackBox Linux 8.1   |
| 30 ottobre 2024   | BackBox Linux 9     |

## Categorie
BackBox Linux include diverse categorie di strumenti:
- Information Gathering
- Vulnerability Assessment
- Exploitation
- Privilege Escalation
- Maintaining Access
- Documentation & Reporting
- Reverse Engineering
- Social Engineering
- Forensic Analysis
- VoIP Analysis
- Wireless Analysis
- Mobile Analysis
- Miscellaneous

## Programmi
BackBox include oltre 200 tools, tra i quali:
- Metasploit/Armitage
- Nmap
- OpenVAS
- Wireshark
- Kismet
- Aircrack
- Ophcrack
- John the Ripper